# جدجد شجري كبير
جدجد شجري كبير (الاسم العلمي: Oecanthus major) هو نوع من الحشرات يتبع جنس الجدجد الشجري من فصيلة الجداجد الحقيقية.